# BESYS
BESYS, o Bell Operating System, è il sistema operativo precursore del più famoso Unix.

## Storia
Il sistema operativo è stato realizzato nel 1957 dalla Bell Labs, e sviluppato nei Bell Laboratories, il cui programmatore capo era Victor Vyssotsky. In seguito, si cercarono migliorie che portarono alla creazione del Multics (Multiplexed Information and Computing Service), sviluppato attivamente a partire dal 1964.